# Tahara bigladia
Tahara bigladia är en insektsart som beskrevs av Nielson 1977. Tahara bigladia ingår i släktet Tahara och familjen dvärgstritar. Inga underarter finns listade i Catalogue of Life.